# Marcus Valerius Messalla Corvinus
Pour les articles homonymes, voir Valerius Messalla.
Marcus Valerius Messalla Corvinus (né vers 64 av. J.-C. et mort vers 8 apr. J.-C.) est un sénateur romain et célèbre écrivain de la fin de la République romaine et du règne d'Auguste.
Il est proscrit puis rapidement amnistié, mais reste un opposant au second triumvirat et devient un des chefs républicains à la bataille de Philippes. Il rejoint alors Marc Antoine après la défaite. Puis il se rallie finalement à Octavien, se voit accorder le consulat en 31 av. J.-C. et commande une flotte à la bataille d'Actium. Auguste lui décerne un triomphe à la suite de ses actions en Gaule chevelue en 27 av. J.-C.
Élève de Cicéron, il devient un célèbre orateur, poète et écrivain et un patron des arts et des lettres. Les principaux membres du « cercle de Messalla » sont Ovide, Properce, Sulpicia et Tibulle.

## Biographie

### Famille
Corvinus est le fils de Marcus Valerius Messalla Niger, consul en 61 av. J.-C.
Il naît, selon Eusèbe de Césarée, la même année que Tite-Live, donc vers l'an 59 av. J.-C. Cependant, Corvinus a déjà gagné une réputation pour son éloquence avant le déclenchement de la guerre civile des Libérateurs en 43 av. J.-C. Une date plus ancienne, jusqu'en 70 av. J.-C., semble plus exacte. Il est généralement considéré comme étant né en l'an 64 av. J.-C.[réf. souhaitée], sans doute car il étudie dans sa jeunesse avec Horace, né en décembre 65 av. J.-C., et le fils de Cicéron, Marcus Tullius Cicero, né en juillet 65 av. J.-C. ou l'année suivante.
Il a une sœur, Valeria, qui épouse Quintus Pedius, apparenté à Jules César et consul suffect en 43 av. J.-C. Ils ont au moins un fils, Quintus Pedius Publicola, orateur reconnu et père de Quintus Pedius, peintre romain, sourd-muet de naissance et mort jeune, patronné par Corvinus, qui est donc son grand-oncle,
Le premier mariage de Corvinus est avec une Calpurnia, peut-être la fille de Marcus Calpurnius Bibulus. De cette union naissent une fille nommée Valeria Messallina épouse de Titus Statilius Taurus, et un fils nommé Marcus Valerius Messalla Messallinus, consul en 3 av. J.-C.
Corvinus a peut-être un deuxième fils d'un second mariage, Marcus Aurelius Cotta Maximus Messalinus, consul en 20.

### Jeunesse
Corvinus a fait en partie ses études à Athènes avec Horace et le fils de Cicéron, Marcus Tullius Cicero,,.
Dans sa jeunesse, Corvinus embrasse les principes républicains. Plus tard, s'il n'a jamais abandonné ses convictions, il n'en fait pas mention en public afin de ne pas offenser l'empereur Auguste.[réf. souhaitée]

### Proscrit
Entre la mort de Jules César en mars 44 av. J.-C. et la formation du second triumvirat en novembre 43 av. J.-C., Corvinus est de retour en Italie. Il se rallie alors le parti républicain dominé alors au Sénat par Cicéron, puis rejoint Cassius Longinus, l'un des conjurés,,. Plus tard, alors qu'il est devenu un fidèle d'Auguste, il appelle toujours hautement Cassius « son général ».
Il est proscrit en 43 av. J.-C. Ses parents ayant pu prouver qu’il n’était pas à Rome lors de l’assassinat de Jules César, un décret l’amnistie malgré sa richesse et son influence, et les triumvirs lui offrent de garantir sa sécurité et ses biens,.

### Commandant républicain
Corvinus refuse cependant l'offre des triumvirs et rejoint Junius Brutus et Cassius Longinus en Orient, qui le placent en troisième position dans le commandement de l'armée républicaine. Lors de la première bataille de Philippes, en septembre 42 av. J.-C., il combat aux côtés de Brutus face à Octavien et attaque le flanc de l'armée de ce dernier avant de prendre d'assaut son camp, manquant de peu de faire prisonnier le jeune triumvir. Marc Antoine défait quant à lui Cassius, qui se suicide, puis lors de la deuxième bataille, transforme la retraite de Brutus en déroute.
Après le suicide de ce dernier, Corvinus et un groupe de nombreux fugitifs se réfugient sur l'île de Thassos. Les Républicains, bien que défaits, ne sont pas désorganisés et lui offrent le commandement des restes de l'armée. Corvinus refuse et les persuade d'accepter les conditions honorables proposées par Marc Antoine,.

### Partisan d'Antoine puis d'Octavien
En 40 av. J.-C., Corvinus est élu préteur suffect. Tous les magistrats précédemment élus ont dû mettre fin à leur mandat après le traité de Brindes entre les triumvirs Octavien, Antoine et Lépide. Plus tard dans l'année, lui et son collègue Lucius Sempronius Atratinus convoquent le Sénat pour introduire Hérode, qui fuit l'invasion parthe et demande l'aide de Rome. Il reçoit le titre de roi de Judée,, et sera connu dans la postérité comme Hérode Ier le Grand.
D'abord partisan d'Antoine après Philippes, il se range finalement aux côtés d'Octavien, appréciant peu l'influence de Cléopâtre VII sur Antoine. En 36 av. J.-C., il sert dans la guerre sicilienne contre Sextus Pompée, commandant la flotte en l'absence de Marcus Vipsanius Agrippa. Corvinus lève trois légions pour la flotte de Titus Statilius Taurus, en préparation de l'invasion de la Sicile. Corvinus reste en Italie et donne sa protection à Octavien après sa déroute à Tauromenium, recueillant là celui qui l'avait proscrit sept ans plus tôt.
Après la mort de Sextus Pompée, vaincu par Marcus Vipsanius Agrippa puis exécuté en Orient par Marcus Titius, il est nommé augure.
En 34 av. J.-C., il participe à une campagne contre les Salasses, une tribu alpine qui s'est révoltée,,, sous le commandement de Caius Antistius Vetus, futur consul en 30 av. J.-C.

### Consulat
Les consuls désignés pour l'an 31 av. J.-C. sont les deux anciens triumvirs, Octavien et Antoine. Alors que la dernière Guerre civile de la République romaine est déclenchée fin 32 av. J.-C., un décret du Sénat déchoit Antoine du consulat et nomme Corvinus à sa place.
À la bataille d'Actium en septembre, il commande le centre de la flotte, où il se distingue sous les ordres de Marcus Vipsanius Agrippa.
Après la défaite d'Antoine et Cléopâtre, il accompagne Octavien en Orient. À Daphné, dans les faubourgs d'Antioche en Syrie, Corvinus prouve qu'il est un partisan sans scrupule, dispersant les gladiateurs d'Antoine en leur garantissant la vie et la liberté, puis profite de la première occasion favorable pour les faire mettre à mort.

### Carrière sous Auguste

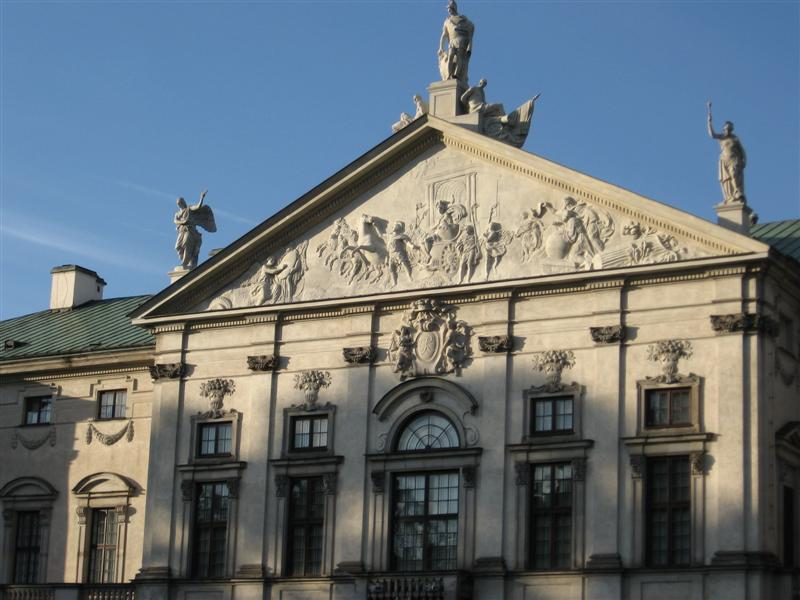
Le « triomphe de Corvinus » sur le fronton du palais de Krasiński à Varsovie.

Probablement en 30 av. J.-C., il est désigné par le Sénat pour saluer Auguste du titre de Pater patriae,, et le début de son discours à cette occasion est préservé par Suétone : « César Auguste, en te souhaitant à toi et à ta maison ce qui peut tourner à ton bonheur et à son avantage, nous confondons ensemble l'éternelle félicité de la République et la prospérité de ta famille. Le Sénat, d'accord avec le peuple romain, te salue Père de la patrie ».
Il devient proconsul d'Aquitaine vers 28/27 av. J.-C. et obtient un triomphe en l'an 27 av. J.-C. pour avoir écrasé la rébellion des Aquitains,,.
Peu de temps avant ou immédiatement après son administration en Aquitaine, Corvinus est préfet en Asie mineure.
Pendant les émeutes des comices en l'an 27 av. J.-C., Auguste nomme Corvinus au poste de préfet de Rome, mais celui-ci démissionne au bout de quelques jours seulement, parce qu'il considère ses fonctions comme inconstitutionnelles,. Il se peut que cela soit à cette occasion qu'il prononce la phrase : « Je suis dégoûté du pouvoir ».

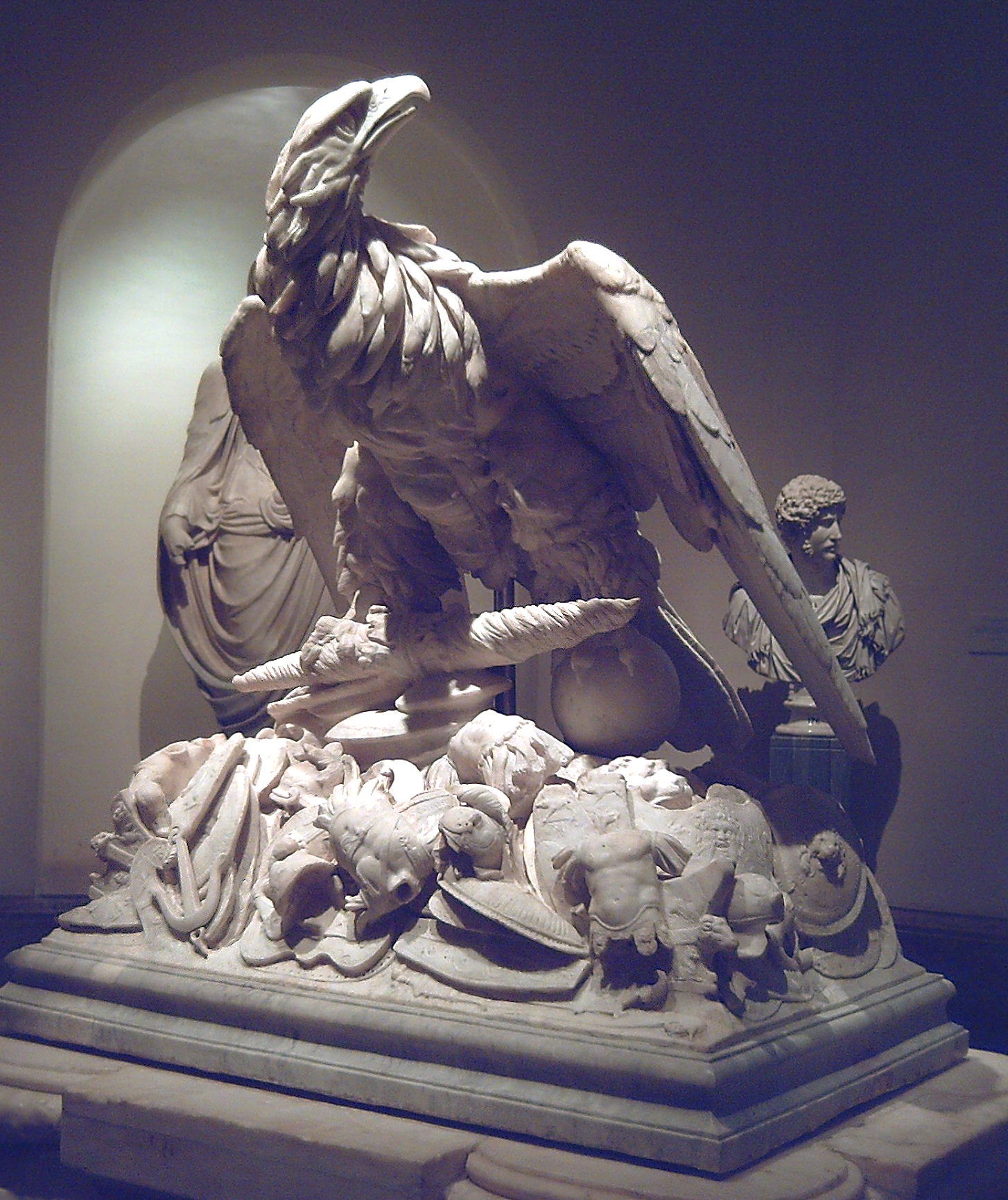
Partie supérieure de « l'apothéose de Claude » es, en réalité de l'autel funéraire de Marcus Valerius Messalla Corvinus réalisé à la fin du règne d'Auguste. Musée du Prado, Madrid.

C'est un proche de l'empereur Auguste, malgré ses convictions républicaines.
Il fait restaurer la route entre Tusculum et Albe-la-Longue. Grâce à son initiative, de beaux édifices y sont construits[réf. souhaitée].
Quelque temps avant sa mort, sa mémoire commence à faillir, allant jusqu'à oublier son propre nom,. Il décède pendant le règne d'Auguste, entre 3 av. J.-C. et 3 apr. J.-C. ou plus probablement en 8 apr. J.-C.[réf. souhaitée]

## Littérature et arts
Il crée en 30 av. J.-C. un cercle d'écrivains et de gens de bonnes familles : Tibulle, Aemilius Macer, Valgius Rufus, Cornelius Severus, son beau-frère Servius Sulpicius, la fille de ce dernier, Sulpicia. Il est aussi un grand ami d'Horace et d'Ovide et est décrit comme le premier à découvrir leur travail, ainsi que celui de Tibulle. Ces personnes forment le « cercle de Messalla ». Il influence beaucoup la littérature de son époque[réf. souhaitée] à l'instar de Mécène, qui consacre lui aussi sa fortune et son influence à promouvoir les arts et les lettres.
Corvinus est lui-même l’auteur de discours, de poésies légères, de mémoires et de traités. Ses œuvres ont été globalement perdues, mais comprenaient un mémoire de la guerre civile, écrit après la mort de Jules César et utilisé comme sources d'informations par les historiens et biographes Suétone et Plutarque, des poèmes bucoliques en grec, des traductions de discours, des vers satiriques et érotiques, des essais de grammaire ou encore un traité sur les haruspices. À la fin de sa vie, il écrit un ouvrage sur les grandes familles romaines.
Comme orateur, il suit le style de Cicéron, en étant plus affecté et artificiel. Des critiques postérieurs le considèrent comme supérieur à Cicéron et l'empereur Tibère le prend comme modèle.[réf. souhaitée]